# Johannes Pullois
Johannes Pullois con varianti quali Pillays, Pilloys, Pylois, Pyloys, Pyllois, Puilloys, Puylloys, Puyllois, (Pulle, ... – 23 agosto 1478) è stato un compositore fiammingo membro della Scuola franco fiamminga, attivo sia nei Paesi Bassi che in Italia. Fu tra i primi compositori a travasare lo stile polifonico dai Paesi Bassi all'Italia.

## Biografia

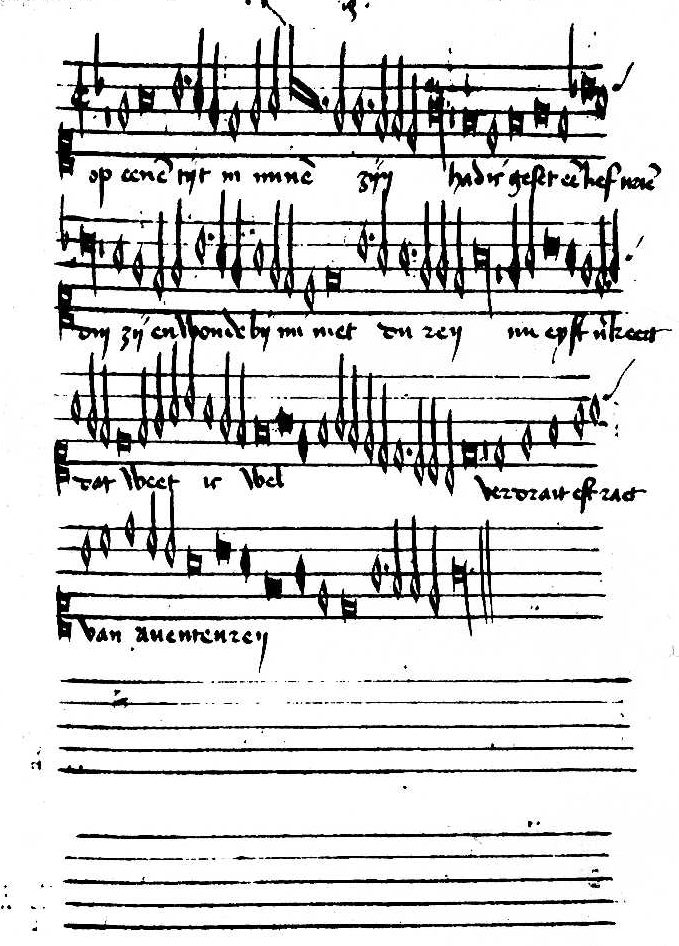
Dettaglio dello spartito in tre parti della canzone olandese Op eenen tijd in minen zijn, da un manoscritto italiano del XV secolo, la composizione è attribuita a John Pullois

Nacque probabilmente a Pulle vicino ad Anversa, ma nulla si sa della sua prima parte di vita precedente a quando fu fatto zangmeester (maestro del coro) della Chiesa di Nostra Signora ad Anversa nel 1443. Fu ascoltato ma non scelto, da Filippo il Buono, per un posto di cantore presso la Cappella musicale della Corte di Borgogna. Si recò a Roma nel 1447 dove trovò posto presso la Cappella papale e vi rimase fino al 1468. Fece ritorno quindi ad Anversa divenendo canonico nella stessa chiesa nella quale aveva prestato servizio negli anni 1440 e morì li nel 1478. Nel corso della sua carriera fu collega di Johannes Philibert e del famoso Johannes Ockeghem.

## Musica
Una sua messa ciclica completa è pervenuta ai nostri giorni; la Missa sine nomine a tre voci, molto probabilmente composta negli anni 1450, una delle prime messe cicliche ad essere state scritte sul continente europeo. Essa mostra una tale influenza dalla musica inglese che è stata scambiata per il lavoro di un compositore anonimo inglese. La messa mostra un complesso schema compositivo che ha portato a confondere la sua datazione e provenienza.
Pullois compose anche un mottetto per il Natale, Flos de spina, che stilisticamente è molto simile ai lavori di Johannes Ockeghem, e potrebbe essere stato composto durante il suo soggiorno in Italia. Un altro mottetto, Victime paschali laudes, e tre sacri contrafactum da musica profana sono le sue altre composizioni pervenute.
Compse anche 14 canzoni profane (comprese quelle con testo contrafactum) presenti in diverse fonti in Italia e Germania.

## Opere

### Messe e frammenti di messa
1. Missa sine nomine (3 voci)
2. Gloria (4 voci)

### Mottetti
1. Flos de spina (4 voci)
2. Globus igneus (Contrafactum di "Quelque cose", 3 voci)
3. O beata Maria (Contrafactum di "De ma dame", 3 voci; non attribuito a Pullois nell'originale)
4. Resone unice genito (Contrafactum di "Puis que Fortune", 3 voci)
5. Victime paschali laudes, (3 voci)

### Profana
1. De ma dame (rondeau, 3 voci)
2. He n'esse pas (rondeau, 3 voci)
3. Je ne puis (3 voci:  senza testo)
4. La bonté du Saint Esperit (ballata, 3 voci)
5. Le serviteur (3 voci)
6. Les larmes, (3 voci:  senza testo)
7. Op eenen tijd, 3 voci (non attribuito a Pullois nell'originalel)
8. Pour prison, (3 voci:  senza testo)
9. Pour toutes fleurs, (rondeau, 3 voci)
10. Puisque fortune (rondeau, 3 voci)
11. Quelque cose (rondeau, 3 voci)
12. Quelque langage, (rondeau, 3 voci)
13. Se ung bien peu, (rondeau, 3 voci)
14. So lanc so meer, (3 voci:  attribuzione incerta)